# Лёкёчёнский наслег
Лёкёчёнский наслег — сельское поселение в Вилюйском улусе Якутии Российской Федерации.
Административный центр — посёлок Лёкёчён.

## История
Статус и границы сельского поселения установлены Законом Республики Саха (Якутия) от 30 ноября 2004 года N 173-З N 353-III «Об установлении границ и о наделении статусом городского и сельского поселений муниципальных образований Республики Саха (Якутия)».

## Население
| 2002 | 2010 | 2011 | 2012 | 2013 | 2014 | 2015 |
| ---- | ---- | ---- | ---- | ---- | ---- | ---- |
| 400  | ↗428 | →428 | ↘425 | →425 | ↘416 | ↗428 |
| 2016 | 2017 | 2018 | 2019 | 2020 | 2021 |      |
| ↗434 | ↗449 | ↗450 | ↘443 | ↘441 | ↗456 |      |

## Состав сельского поселения
| № | Населённый пункт | Тип населённого пункта          | Население |
| - | ---------------- | ------------------------------- | --------- |
| 1 | Лёкёчён          | посёлок, административный центр | ↘436      |